# Cardiaster
Cardiaster is een geslacht van uitgestorven zee-egels, en het typegeslacht van de familie Cardiasteridae.

## Soorten
- Cardiaster deciper Cooke, 1953 †
- Cardiaster hilli Cooke, 1958 †
- Cardiaster kelleri Haughton, 1924 †
- Cardiaster leonensis Stephenson, 1941 †
- Cardiaster moabiticus Blanckenhorn, 1925 [1924] †
- Cardiaster palmeri Sánchez Roig, 1949 †
- Cardiaster perorientalis Nisiyama, 1968 †